# Lagochondria nana
Lagochondria nana is een eenoogkreeftjessoort uit de familie van de Chondracanthidae. De wetenschappelijke naam van de soort is voor het eerst geldig gepubliceerd in 1988 door Ho & Dojiri.